# Joaquim Vitorino Ribeiro

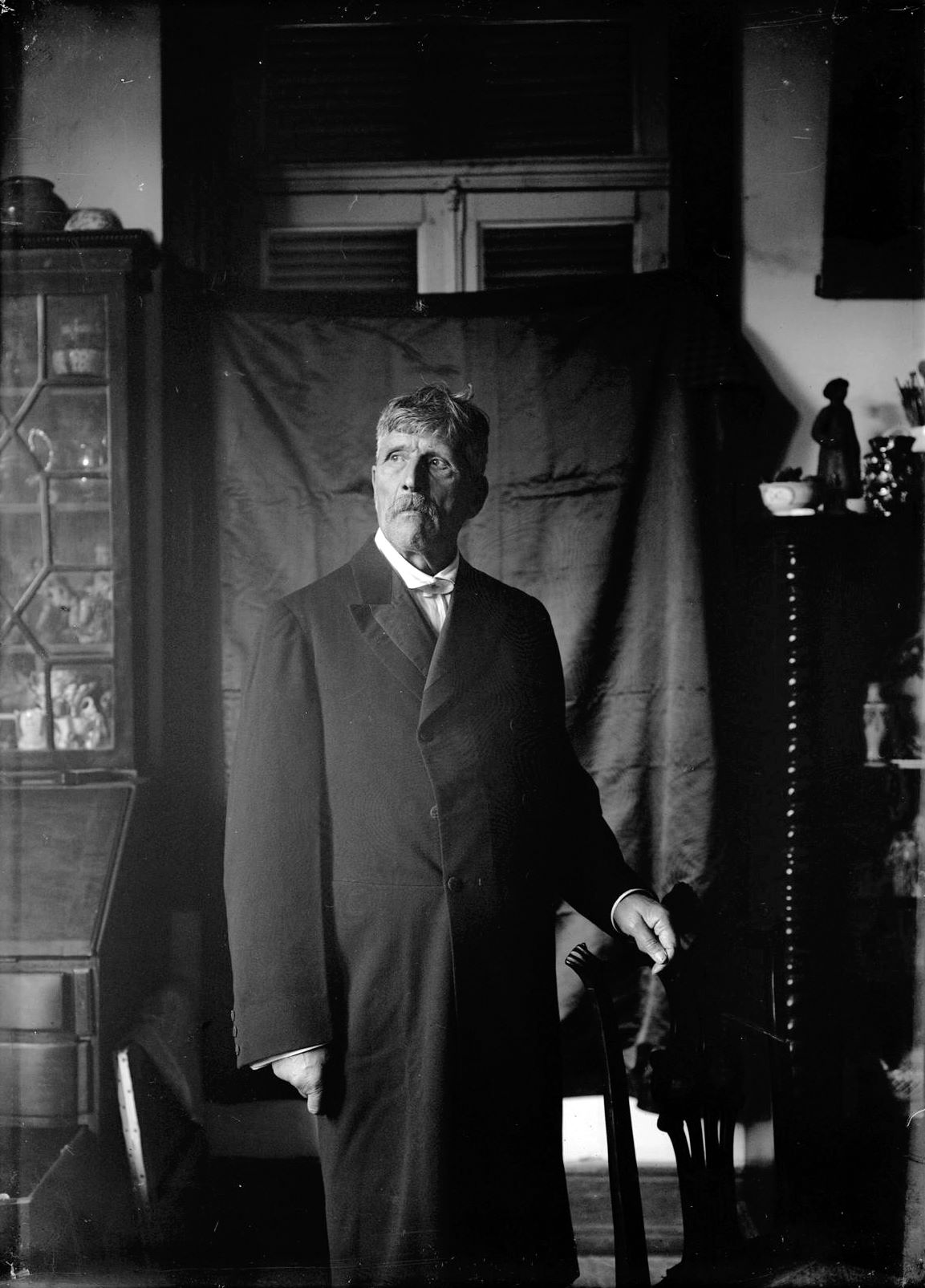
Joaquim Vitorino Ribeiro em sua casa, na rua das Cavadas, em Contumil, c. 1910.

Joaquim Vitorino Ribeiro (Porto, 1849 - Porto, 1928) foi um pintor, conservador de arte, professor e colecionador português.

## Biografia
Nasceu a 6 de agosto de 1849 no Porto, filho de António Veríssimo Ribeiro e de Joaquina Rosa de Jesus.
Estudou Desenho e Pintura na Academia Portuense de Belas Artes, tendo sido discípulo de João Correia.
Em 1873, primeiro com o apoio de um subsídio particular, depois como pensionista do Estado parte para Paris para continuar os seus estudos na Escola Nacional de Belas Artes, onde alcançou inúmeros prémios e menções honrosas (por exemplo, Medaille, Anatomie, em 1876) , conviveu com os mestres Alexandre Cabanel (1823-1889), Adolphe Yvon (1817-1893), Jean Leóne Gerôme (1824-1904) e Gustava Boulanger (1824-1888), fez amizade com Armand Dayof (1851-1934) e teve como companheiros os artistas portugueses Soares dos Reis, Silva Porto, Marques de Oliveira, Henrique Pousão e Artur Loureiro.
A sua primeira exposição foi no Salon de 1879, com o quadro "Cristo no túmulo", e teve uma boa receção por parte da crítica. Em 1888 volta a expor, desta feita dois quadros: "O Mártir" e "Camões e o Jau". Sobre "O Mártir", diz Albert Wolff no Figaro: "Un figure d'un trés joli sentiment"
Durante a sua estada em França, o seu mestre Alexandre Cabanel solicitou-lhe se naturalizasse francês, mas Vitorino Ribeiro declinou. Consta que Cabanel o terá apresentado publicamente da seguinte forma: "Voici M. Ribeiro, un artiste que à tout ce qu'il en faut pour devenir grand; c'est domage qu'il ne soit pas français."
Regressa ao Porto em 1889 e nesse mesmo ano é nomeado Conservador da Galeria de Arte da Santa Casa da Misericórdia do Porto ficando com a responsabilidade da instalação de um museu na galeria desta instituição, da manutenção e conservação do museu e produção de novas pinturas, sobretudo de benfeitores da Misericórdia do Porto. Produziu mais de duas dezenas de retratos, destacando-se a do rei D. Manuel II (1908).
Para além da Misericórdia do Porto, também pintou para outras instituições, destacando-se as seguintes obras:
- Claustro da Sé do Porto;
- Chegada de Vasco da Gama à Índia;
- Portal de Paço de Sousa;
- Igreja de S. Francisco;
- Almeida Garrett de sentinela à porta do Convento dos Grilos.

Lecionou de forma gratuita no Colégio Barão de Nova Sintra e no Instituto Araújo Porto até 1904, ano em que é nomeado professor efetivo pela Mesa da Santa Casa da Misericórdia do Porto.
Faleceu na cidade do Porto, a 28 de julho de 1928.
Vitorino Ribeiro foi também um grande colecionador, reunindo em casa um vasto conjunto de estampas, desenhos, gravuras, louças raras e outros objetos de arte, para além de peças e documentos militares (armas, bandeiras, condecorações, uniformes, etc.), testemunhos das Invasões Francesas e das Lutas Liberais. Esta última coleção constituiu o grosso da mostra que marcou no Porto as comemorações do I centenário da Revolução de 1820, inaugurada a 24 de Agosto de 1920 no Teatro de S. João e cujo sucesso fundamentou a aspiração de se instituir na cidade um museu histórico e militar.
É a ele que se deve uma importante parte do espólio militar conservado pelo Museu Militar do Porto sobre as invasões francesas e as Lutas Liberais. Nove anos depois do seu falecimento, os seus descendentes, dececionados com a não concretização do museu militar portuense, ofereceram o espólio de história bélica do pai ao Museu Militar de Lisboa. Porém, no final dos anos 50 foi retomado o projeto de criação, no Porto, daquele espaço museológico, que avançou nos anos 70. O Museu abriu no pós 25 de Abril de 1974, na sede da extinta PIDE-DGS sita na rua do Heroísmo. Em 1981, o Museu Militar do Porto recebeu a coleção Vitorino Ribeiro.
Vitorino Ribeiro foi considerado por Soares dos Reis como "um dos grandes desenhadores da nossa terra".

## Obras

"O mártir cristão", 1879, Museu Nacional Soares dos Reis